# Richard Lynch (Jésuite)
Richard Lynch, en latin Ricardus Linceus, né le 15 novembre 1610 à Galway, mort le 18 mars 1676 à Salamanque, est un théologien jésuite d'origine irlandaise, actif en Espagne au XVIIe siècle.

## Biographie
Il étudie la théologie au collège jésuite de Salamanque, notamment sous Pedro Hurtado de Mendoza et son compatriote Luke Wadding (le cousin homonyme jésuite du célèbre franciscain, éditeur des œuvres de Duns Scot). À partir des années 1640, il enseigne la philosophie et la théologie au collège irlandais de Valladolid et au collège irlandais de Salamanque, avant d'obtenir une chaire de théologie à Salamanque (1668-71). Partisan d'une tendance plutôt « réaliste », il compte comme l'un des professeurs jésuites les plus en vue du deuxième tiers du XVIIe siècle, et il est impliqué dans de nombreuses querelles philosophiques, notamment avec Rodrigo de Arriaga (de statuarum figura, an ipsa antequam saxum dedoletur formaliter, an tantum materialiter in ipso sunt?, documenté par Caramuel, Leptotatos, f. 27). Une autre particularité de Lynch est aussi sa connaissance des lettres classiques et de la rhétorique, et des citations d'auteurs de l'Antiquité viennent souvent agrémenter ses argumentations philosophiques et théologiques.

## Œuvres
- Universa philosophia scholastica, 3 vol. (Lyon, 1654) ;
- Vida del beato Stanislao Kostka de la Compañía de Iesus : compendiada en vn sermon panegirico, que predicò à su beatificacion el reuerendissimo P. maestro Richardo Linze de la misma Compañia (Salamanca, 1670) ;
- Sermon panegyrico a la canonizazion de S. Francisco de Borja, con circunstancias de la reedificaçion de el Colegio de la Compañia de Iesus de Medina del Campo despues de su quema y jubileo de quarenta horas / predicole el RR.M. Ricardo Lince, antes cathedratico de prima del Colegio Real de la Cõpañia de Iesus (Salamanca, 1674) ;
- Universae theologiae Scholasticae tomus primus : duos libros complectens, 2 vol. (Salmanticae, 1679).